# Делавер (колонія)
Колонія Делавер (англ. Delaware Colony) у північноамериканських середніх колоніях складалася з земель на західному березі затоки річки Делавер. На початку 17 століття територія була населена племенами Ленапе і, можливо, племенами корінних американців ассатег. Першими європейськими поселенцями були шведи, які в 1638 році заснували колонію Нова Швеція у Форт-Крістіні, нинішній Вілмінгтон. У 1655 році голландці захопили колонію та приєднали її до Нової Нідерландії на півночі. Англійці перебрали контроль у голландців у 1664 році, а в 1682 році Вільям Пенн, квакер-власник Пенсільванії на півночі, орендував «три нижні графства на річці Делавер» у Джеймса, герцога Йоркського (майбутнього короля Якова II).
Нижні графства Делаверу керувалися як частина Пенсільванії з 1682 до 1701 року, коли нижні графства подали петицію про незалежний колоніальний законодавчий орган і отримали право; обидві колонії мали одного губернатора до 1776 року. Англійські колоністи, які заселили Делавер, були переважно квакерами. У першій половині 18 століття Нью-Касл став (разом з Філадельфією) головним портом в’їзду в новий світ для чверті мільйона протестантських іммігрантів з півночі Ірландії (в Америці і в США їх називають «шотландсько-ірландцями»). «ольстерські шотландці» в Північній Ірландії). Делавер не мав усталеної релігії. З початком Війни за незалежність США асамблея Делавера проголосувала за розрив усіх зв'язків як з Великою Британією, так і з Пенсільванією, утворивши штат Делавер.

## Голландські та шведські поселення
Від раннього голландського поселення в 1631 році до правління колонії Пенсільванією в 1682 році земля, яка пізніше стала американським штатом Делавер, багато разів переходила з рук в руки. Через це Делавер став неоднорідним суспільством, що складається з людей, які були різними за країною походження та релігією.
Перше європейське дослідження того, що стане відомо як долина Делавер, було здійснене голландським кораблем Halve Maen під командуванням Генрі Гудзона в 1609 році. Він шукав те, що вважалося північно-західним проходом до Азії. Гудзон заплив у те, що зараз є затокою Делавер. Він назвав її Південною річкою, але згодом це змінилося після того, як Семюель Аргалл наткнувся на гирло річки в 1610 році після того, як його збило з курсу. Пізніше Аргалл перейменував цей водний шлях на річку Делавер на честь Томаса Веста, лорда Де Ла Уорра, другого губернатора Вірджинії.
Перший форпост шведського поселення був названий Форт-Крістіна (нині Вілмінгтон) на честь Королеви Швеції Христини. Шведи започаткували будівництво зрубів у Новому Світі, а скромну форму будинків пізніше поширили на американську глибинку шотландсько-ірландські іммігранти, які прибули до колонії через порт Нью-Касл. Шведський колоніальний губернатор Йохан Бьорнссон Прінц керував колонією Нова Швеція з 1643 по 1653 рік. Його наступником став Юган Классон Рісінг, останній губернатор Нової Швеції. Голландці ніколи не визнавали шведську колонію як законну, і Голландська Вест-Індська компанія конкурувала з офіційними особами та прихильниками Нової Швеції. У 1651 році губернатор Нової Нідерландії Пітер Стаувесант наказав розібрати форт Нассау та знову зібрати його нижче за течією форту Крістіна під назвою форт Казимир. Це означало, що голландці фактично оточили шведську колонію. Шведи покинули форт Беверсрід, короткочасну спробу встановити плацдарм наприкінці Великого шляху Мінкваса (на території сучасної Філадельфії).
Через три роки колонія Нової Швеції напала та захопила форт Казимір, перейменувавши його у форт Трініті. Боротьба нарешті завершилася у вересні 1655 року. Коли в Європі вирувала Друга Велика Північна війна, Стюйвесант зібрав армію та морську ескадру, достатню для захоплення шведських фортів, таким чином відновивши контроль над колонією. Голландці перейменували Форт Казимір/Трініті на Новий Амстел (пізніше перекладено на Нью-Касл). Він став їхнім центром торгівлі хутром з корінними американцями та штаб-квартирою адміністрації колонії. Європейське населення регіону швидко зростало.

## Округи Нью-Касл, Кент і Сассекс, Пенсільванія
Область, відома зараз як Делавер, належала Вільяму Пенну, квакеру, власнику Пенсільванії. У сучасних документах раннього революційного періоду територія зазвичай згадується як «Три нижні графства на річці Делавер» (Lower Counties on Delaware) або за назвами трьох графств.
Після того, як у 1681 році Вільям Пенн отримав провінцію Пенсільванія від короля Карла II, він попросив і пізніше отримав землі Делавер від герцога Йоркського. Пенну було дуже важко керувати Делавером, оскільки економіка та геологія більше нагадували колонії Чесапікської затоки, ніж Пенсільванії. Рівнинні території були розроблені для тютюнових плантацій і залежали від поневолених африканців і афроамериканців за робочу силу. Пенн спробував об'єднати уряди Пенсільванії та нижніх округів Делавер. Представники від кожної області сильно сварилися, і в 1701 році Пенн погодився дозволити двом асамблеям бути обраними та вести свої окремі справи. Делаварці збиралися в Нью-Касл, а жителі Пенсільванії збиралися у Філадельфії. Делавер, як і Філадельфія, а більше, ніж Меріленд, продовжував залишатися своєрідним плавильним котлом. Тут проживали шведи, фіни, голландці та французи, на додаток до англійців, які становили домінуючу культуру.